# 三重県道407号三畑四日市線
三重県道407号三畑四日市線（みえけんどう407ごう みはたよっかいちせん）は、三重県鈴鹿市から四日市市に至る一般県道である。

## 概要
鈴鹿市西庄内町から四日市市追分2丁目に至る。
四日市市追分から小古曽3丁目までの区間は、国道1号として供用されていた。国道1号の大治田一交差点から小古曽3丁目までの区間が開通後、県に移管された。
鈴鹿山脈の山麓丘陵を走る路地裏県道。特に三重県鈴鹿市深伊沢地区市民センター付近から東名阪自動車道を抜け三重県道27号神戸長沢線に合流する地点までの区間は道幅が大変狭く、県道標識もない未改良区間である。

### 路線データ
- 起点：鈴鹿市西庄内町（三重県道11号四日市関線交点）
- 終点：四日市市追分2丁目（追分交差点、国道1号交点）
- 総延長：15,771 m

## 路線状況

### 重複区間
- 三重県道27号神戸長沢線（鈴鹿市長澤町・鈴峰中学校西方交差点 - 鈴鹿市長澤町）
- 三重県道115号鈴鹿宮妻峡線（鈴鹿市下大久保町 - 四日市市鹿間町）
- 三重県道8号四日市鈴鹿環状線（四日市市南小松町 - 四日市市貝家町・貝家橋南詰交差点）
- 三重県道632号水沢本町采女線（四日市市貝家町・小松橋東詰交差点 - 四日市市妥女町）
- 国道1号・国道25号（四日市市采女町 - 四日市市小古曽東3丁目・小古曽東三丁目交差点）

### 道路施設

#### 橋梁
- 北子橋（八島川、鈴鹿市）
- 上御幣橋（御幣川、鈴鹿市）
- 深溝町（鈴鹿市）
- 大清水橋（浪瀬川、鈴鹿市）
- 内部橋（内部川、四日市市、国道1号重複区間内）

## 地理

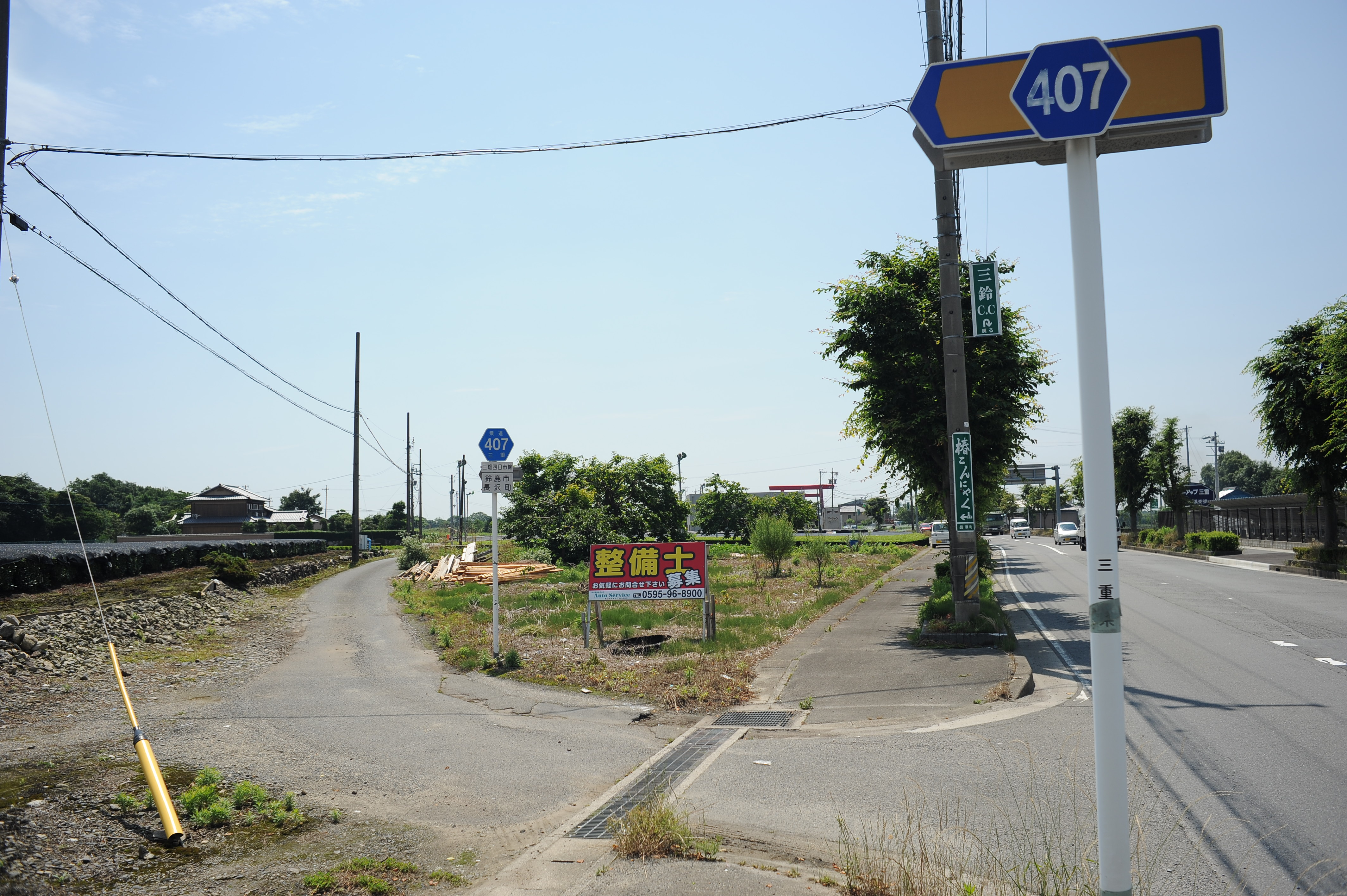
鈴鹿市長沢町

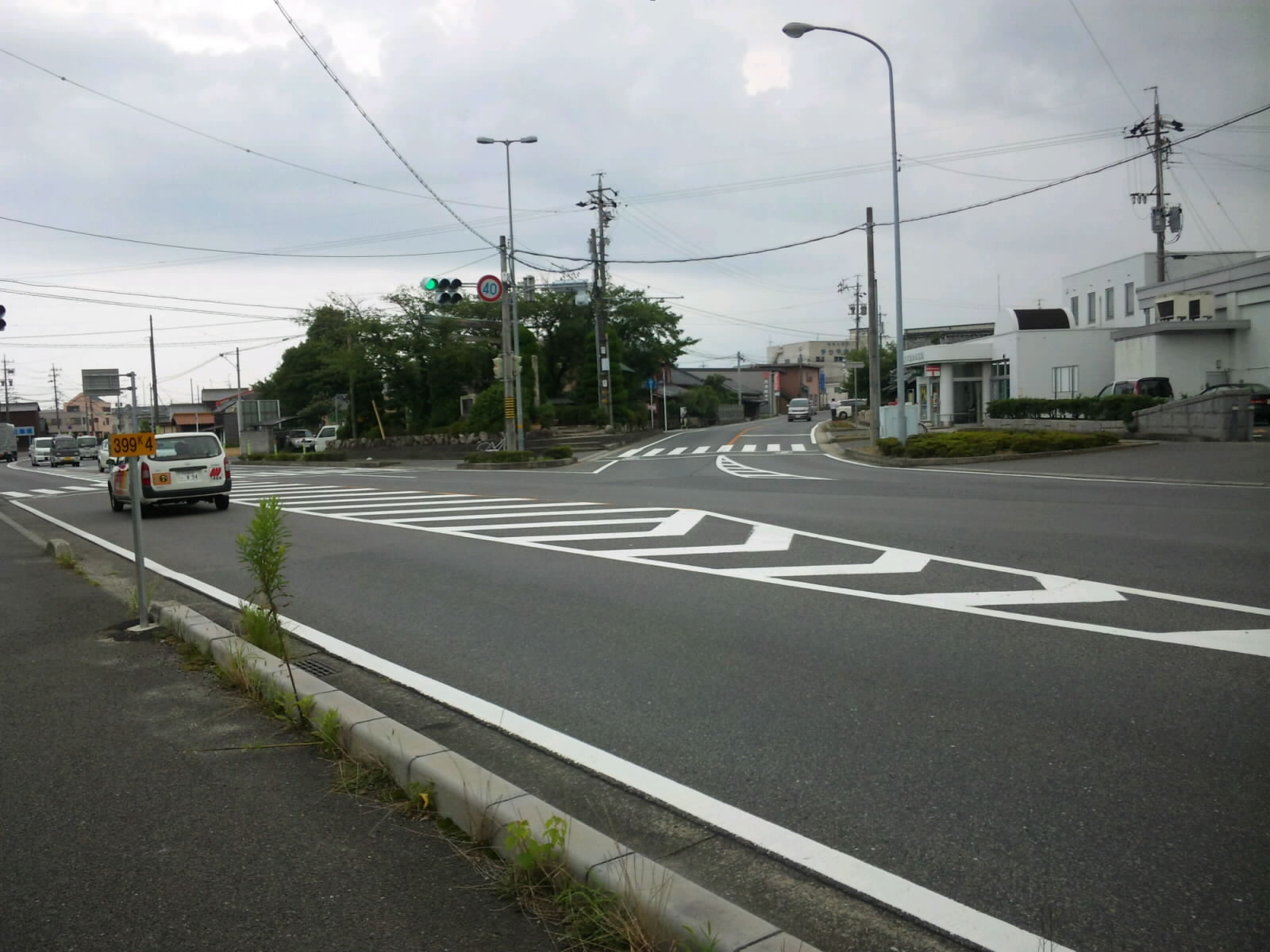
四日市市追分（終点）

三重県鈴鹿市と四日市市の鈴鹿山脈の麓、田園地帯を走る。

### 通過する自治体
- 三重県
  - 鈴鹿市 - 四日市市

### 交差する道路
| 交差する道路                                                                        | 市町村名 | 交差する場所           | 交差する場所         |
| ----------------------------------------------------------------------------------- | -------- | ---------------------- | -------------------- |
| 三重県道11号四日市関線                                                              | 鈴鹿市   | 西庄内町               | 起点                 |
| 三重県道27号神戸長沢線 重複区間起点 三重県道560号鈴鹿公園長沢線                     | 鈴鹿市   | 長澤町                 | 鈴峰中学校西方交差点 |
| 三重県道27号神戸長沢線 重複区間終点                                                 | 鈴鹿市   | 長澤町                 |                      |
| 国道306号                                                                           | 鈴鹿市   | 長澤町                 |                      |
| 北勢南部広域農道 / フラワーロード                                                   | 鈴鹿市   | 深溝町                 | 深溝町西交差点       |
| 三重県道115号鈴鹿宮妻峡線 重複区間起点                                              | 鈴鹿市   | 下大久保町             |                      |
| 三重県道115号鈴鹿宮妻峡線 重複区間終点                                              | 四日市市 | 鹿間町                 |                      |
| 三重県道634号小林鹿間線                                                             | 四日市市 | 鹿間町                 |                      |
| 三重県道8号四日市鈴鹿環状線 重複区間起点                                            | 四日市市 | 南小松町               |                      |
| 三重県道632号水沢本町采女線 重複区間起点                                            | 四日市市 | 貝家町                 | 小松橋東詰交差点     |
| 三重県道8号四日市鈴鹿環状線 重複区間終点                                            | 四日市市 | 貝家町                 | 貝家橋南詰交差点     |
| 三重県道8号四日市鈴鹿環状線 / バイパス                                              | 四日市市 | 采女町（うねめちょう） |                      |
| 国道1号 重複区間起点 国道25号 重複区間起点 三重県道632号水沢本町采女線 重複区間終点 | 四日市市 | 采女町                 |                      |
| 三重県道631号采女大治田線                                                           | 四日市市 | 釆女町                 | 内部橋北詰交差点     |
| 国道1号 重複区間終点 国道25号 重複区間終点                                          | 四日市市 | 小古曽東3丁目          | 小古曽東三丁目交差点 |
| 国道1号                                                                             | 四日市市 | 追分2丁目              | 追分交差点 / 終点    |

### 交差する鉄道
- 四日市あすなろう鉄道内部線

### 沿線
- 四日市市立内部小学校
- 内部川（鈴鹿川支流）
- 四日市あすなろう鉄道内部線
  - 内部駅 - 追分駅
- 日永の追分
- 三鈴カントリー倶楽部
- だるま寺
- 四日市市立四日市南中学校
- 四日市追分郵便局
- 海星中学校・高等学校